# Léo Saladino
Pour les articles homonymes, voir Saladino.
Léo Saladino est un gymnaste artistique français né le 2 août 2002 à Grasse.

## Biographie
Léo Saladino s’initie à la gym très tôt, dès l’âge de 5 ans. Il commence la gymnastique au club de Mandelieu, avant de rejoindre l’Association Sportive Vallauris Golfe-Juan. Il rejoint l’équipe de France en 2015 . En 2020, il s’illustre en étant le premier français et la 5e personne à réaliser un Miller (un double salto arrière groupé avec une triple vrille).
En 2024, il est sacré champion de France du concours général et vice-champion aux anneaux et aux barres-parallèles.
Aux Championnats d'Europe de gymnastique artistique 2025 à Leipzig, il remporte la médaille d'argent au concours général ; il s'agit de la première médaille française dans cette épreuve depuis  1998 avec l'argent de Dimitri Karbanenko.

## Palmarès

### Championnats du monde
- Stuttgart[2]
  - 7e au saut
  - 22e au général junior

### Championnats d’Europe
- Leipzig 2025
  -  Médaille d'argent au concours général individuel
  - 5e par équipe
  - 4e en finale barre parallèle

- Munich 2022
  - 5e par équipe[6]

- Glasgow 2018[2]
  - 7e par équipe

### Coupe du monde
- IDF Paris Bercy 2023
- Médaille d´argent au saut

### Championnats de France
- 2024[4]
  -  Champion de France au concours général individuel

- 2019 [2]
  -  médaille de bronze au général U18[7]
  - 5e aux barres parallèles

- 2018 [2]
  -  Chamipon de France U16